# Györgydeák György
Györgydeák György (Székesfehérvár, 1958. március 2. – Balatonkenese, 2008. november 1.) magyar képzőművész.

## Életrajza
Györgydeák Jenő és Dunai Piroska második fiaként született. Apja gépészmérnökként és a balatonkenesei Sirály KTSz elnökeként hajógyártással foglalkozott. Édesanyja szintén ennél a KTsz-nél dolgozott adminisztrátorként. Egy testvére volt, Györgydeák László.
Balatonkenesén járta ki az általános iskolát, és a veszprémi Lovassy László Gimnáziumban érettségizett, majd nyomdai montírozóként dolgozott,  később a veszprémi vadaspark állatgondozója lett. A veszprémi Bakonyi Múzeumban tíz évig grafikusként, 1991-től kilenc éven át a Cigányfúró című folyóirat művészeti szerkesztőjeként dolgozott.
Három gyermeke született: Luca, Janka, és Máté.
Közel három évtizedig készített rajzokat, valamint a legkülönbözőbb anyagokból (gipsz, papír, agyag, fa, textil, homok, tempera, nád stb.) furcsa szobrokat, bábokat, amelyeket „bübük”nek hívott. 1989-től a Veszprémi Művész Céh tagja. 1978 óta folyamatosan vett részt egyéni és csoportos kiállításokon bel- és külföldön. 2006-ban részt vett az I. Magyar Művészeti Expedíción, Nyugat-Szaharában.
Szabadúszóként képzőművészeti ismereteire magánúton tett szert. Megye- és országszerte, és a határokon túl is tucatnyi kiállítása tartott, rajzait, grafikáit az Élet és Irodalom, a Magyar Napló, a Valóság és a Magyar Hírlap is rendszeresen közölte. Ő készítette a Párhuzamos Kultúráért díj díjtárgyait 2001–től elhunytáig.
Alkotásait Ajkán, Balatonfüreden, Kaposvárott, Veszprémben és Zalaegerszegen több ízben nívódíjjal jutalmazták.
Rövid, súlyos betegség után 2008. november 1-én hunyt el Balatonkenesén.

## Munkássága
Fontosabb egyéni kiállításai Veszprémben (1984, 1986, 1989, 1994) és Budafokon (1996) voltak. A veszprémi Laczkó Dezső Múzeum is őrzi alkotásait. Rendszeresen publikált rajzokat és grafikákat különböző folyóiratokban, 1983 után számos önálló kötet borítóját tervezte.

### Bübük
A „bübü” a művész által kitalált kategória zavarba ejtően fura, bájosan bumfordi szobrainak, avagy bábuinak megnevezésére. Legtöbbjük  inkább állatokra emlékeztet, illetve néhány halszerű tüneményre – némelyikük viszont inkább emberféleség. De leginkább mitologikus lények, mint amilyen a művész Lauz nevű szereplője, vagy a versbeli Eototo és Aholi, vagyis az indiánok jószellemei, de bármely természeti nép bálványaira, vagy történelem előtti kor istenségeire is hasonlítanak, aminek oka, hogy Györgydeák életének alighanem egyik legfontosabb élménye 2006-os részvétele egy nyugat-szaharai művészeti expedíción.

#### Illusztrációi[8]
- Balatoni népdalok – Veszprém, 1982.
- Bóna Klára: Hány évig élt Matuzsálem? – Budapest, 1989.
- Történelmi arcképcsarnok – 1990.
- Kifestőkönyv – Veszprém, 1991.
- Szokatlan szerepben – Veszprém, 1991.
- Agg Zoltán: Mi lesz veled, vármegye? – Veszprém, 1991.
- Groteszk (társszerző) – Kaposvár, 1991.
- Balácai mozaikok motívumai (társszerző) Veszprém, 1994.
- Hajó (Színes katalógus.) – 1994.
- Fegyverengedély (216 illusztrált veszprémi novella és útikalauz) (társszerző) – Budapest 1994.
- Lebegő megye – Veszprém – 1994.
- Géczi János: Róma – 1996.
- Balogh Attila: József Attila a Pehp Showban – 1997.
- Csiki László: Égen lógó hadsereg – 1998.
- Grafikai naptárak: Veszprém 1999., Veszprém megye 2001., Veszprém, 2000.

#### Címlap illusztrációi[8]
- Thiery Árpád: Freitagék (Budapest, 1983)
- Jávor Ottó: Matematikatanár elhallgatása (Budapest,  1983)
- Mocsár Gábor: Faházikók (Budapest, 1987)
- Remenyik Zsigmond: Amerikai ballada (1986)
- Hodosi József: Cigánymózes (Budapest, 1987)
- Varrannai Aurél: Toll és bilincs (Budapest, 1989)
- Szathmári Sándor: Hiába (Budapest, 1991.)
- Báhnfalvy Csaba: Szebb időkre várva (Budapest, 1994)
- Hát én immár kit válasszak? (Veszprém, 1994)
- Obzalovany Prehovori (Kallygram, (1994)
- Vállalkozó orvosok-orvos vállalkozók (1996)
- 3/A (1999. Oláh) – 3/B (1999. Oláh) – (Számítástechnikai tankönyv.)

#### Köztéri munkái[8]
- Balatonkenesei strandkerítés (2x30 m, 1991)
- Gladsaxe (Koppenhága) Óvodakerítés utcai front (40 m2, 1996)
- Veszprém Megyei Kórház – Balatonkenesei Általános Iskola Millecentenáriumi Táblakép (2x1 m, 1996)
- Kenesei utcai piktogramok (20 db)

## Elismerések[8]
- 1990, 1991, 1993, 1996 Veszprémi Tárlat nívódíj
- 1992 Közép-Kelet-Európai Képeslap, Kaposvár
- 1994 Veszprémi Művész Céh nívódíj
- 1995 1999 Balatonalmádi Balatoni Tárlat díja
- 1998 2000 Veszprémi Tavaszi Tárlat nívódíja
- 1998 Veszprém 1848–1998 Tárlat nívódíj
- 1988 Zalaegerszeg Kisplasztikai Triennálé nívódíja
- 2000 Ajkai Őszi Tárlat Nívódíj.